# 青年共产国际
青年共产国际，旧译少共国际，也称赤色青年国际（俄语：Коммунистический интернационал молодёжи），是共产国际领导下的各国左翼青年的国际组织。在56个国家建立支部。主要宗旨是为青年群众的政治、经济利益而斗争，改善资本主义国家与殖民地青年的劳动条件；组织对青年的教育；开展广泛的政治宣传工作，讲解当前的民族民主斗争和青年在这一斗争中的任务；反对帝国主义发动战争。 首任主席为德国人威廉·明岑贝尔格。

## 历史
1889年、1904年，第二国际组建青年国际的两次努力均失败。1907年5月，在德国斯图加特召开大会成立了社会主义青年组织国际联盟。总部设在维也纳，作为第二国际的青年组织。第一次世界大战爆发后，各国社会党纷纷支持本国政府积极投入大战，把海量的本国青年送上战场兵戎相见成为炮灰，这导致了社会主义青年组织国际联盟从理论到实践的彻底瓦解。
第一届青年共产国际代表大会1919年11月20-26日在柏林的一个啤酒店中秘密召开。有14个国家代表参加。总部设在柏林，执委会由5人组成。
1921年6月9-23日第2届大会在莫斯科召开。俞秀松作为中国代表出席。大会通过《在殖民地青年中工作的提纲》，支持一切反帝青年组织，力争坚持合法或秘密的共产青年组织。 
1922年1月30日-2月2日第1届远東革命青年大会召开，高君宇、俞秀松等27名中国青年代表、朝鲜21名代表、日本5名代表、布里亚特蒙古14名代表出席。通过了《关于远东青年运动任务的提纲》,提出发动青年劳动群众特别是农民青年、各国青年反对日本军国主义的具体任务等。
1922年12月4日第3届大会，中国代表张太雷做大会发言，称在中国结成广泛的反帝统一战线是必要的。大会通过了《关于统一战线》决议案。
1924年6月第4届大会。

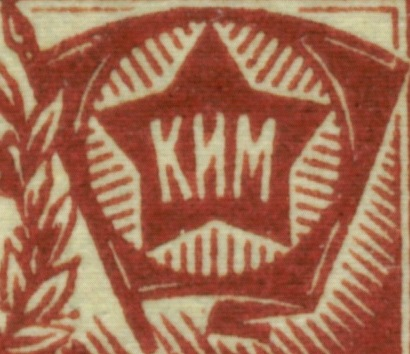
1938年少共国际徽章

1928年8月20日-9月18日第5届大会在莫斯科召开。
1935年9月25日-10月10日第6届大会。「反法西斯青年統一戰線」形成。 
1943年5月-6月執行委員会幹部会解散決定。继任组织为世界民主青年联盟。

## 各国分支
- 加拿大青年共产主义联盟
- 智利共产主义青年
- 古巴青年共产主义联盟
- 爱沙尼亚青年共产主义联盟
- 芬兰青年共产主义联盟
- 德国青年共产主义联盟
- 冰岛青年共产主义联盟（英语：Young Communist League of Iceland）
- 挪威青年共产主义联盟
- 波斯青年共产主义联盟
- 波兰青年共产主义联盟
- 共产主义青年联盟 (罗马尼亚)
- 瑞典青年共产主义联盟
- 青年共产主义联盟 (英国)
- 美国青年共产主义联盟
- 乌克兰青年共产主义联盟
- 南斯拉夫青年共产主义联盟
- 朝鲜青年联盟（1920年12月-），朝鲜共产主义青年团（1925年-）
- 印度尼西亚共产主义青年团
- 蒙古革命青年团（1921年8月-）
- 日本共产主义青年团（1923年初-1923年9月；1925年1月重建）
- 土耳其共青团（1921年-）
- 越南青年革命同志会（1925年-）

### 对中国的影响
1920年8月22日，在维经斯基指导下，俞秀松、张太雷等8名青年建立了上海社会主义青年团。1921年2月，少共国际东方书记处代表格林（或称谷林）以“国际青年共产党执行委员会东方书记部”身份来上海，于1921年3月致信上海社会主义青年团介绍情况，邀请出席少共国际二大。上海社会主义青年团派遣代表俞秀松、北京社会主义青年团派遣代表高君宇赴俄。
张太雷回国后，恢复、发展了各地社会主义青年团的组织。到1922年5月，已有17个地方组织5000多人。1922年4月，少共国际驻华代表塞奇·达林抵上海，与张太雷（筹备社会主义青年团全国代表大会组织处）、瞿秋白（中共中央局）组成三人委员会，拟订团的纲领和章程、各种决议草案。1922年5月5日-10日，中国社会主义青年团第一次全国代表大会在广州召开。开幕式上，达林做了《国际帝国主义与中国及中国社会主义青年团》的主旨报告。大会一致同意加入少共国际，成为它的一个支部。
1923年8月20日至25日，在南京国立东南大学召开了中国社会主义青年团第二次全国代表大会。瞿秋白以少共国际代表身份与会。大会决定所有团员以个人身份加入中国国民党。1924年3月22日，达林在上海召开的中国社会主义青年团二届执委会第二次扩大会议上作《关于社会主义青年团任务》的报告，主张在统一战线中保持团组织的政治独立性、加强在工农青年中开展团组织工作，反对卜士奇创建“国民党青年联合会”。